# Fritz Schade
Fritz Schade (de son vrai nom Frank Schade) est un acteur américain d'origine allemande, né à Dresde le 19 janvier 1880 et décédé à Los Angeles (Californie) le 17 juin 1926.

## Biographie
Fritz Shade épouse Betty Schade en 1914.
Fritz Schade a participé dans ses débuts à l'équipe des Keystone Cops dans des films produits par Mack Sennett. Il apparut dans plusieurs films avec Charles Chaplin durant la période au cours de laquelle celui-ci travailla pour The Essanay Film Manufacturing Company.

## Filmographie
- 1914 : Charlot déménageur (His Musical Career)
- 1914 : Charlot dentiste (Laughing Gas)
- 1914 : Charlot garçon de théâtre (The Property Man)
- 1914 : Charlot artiste peintre (The Face on the Bar Room Floor)
- 1914 : Charlot mitron (Dough and Dynamite)
- 1914 : Charlot nudiste (His Prehistoric Past)
- 1914 : Le Roman comique de Charlot et Lolotte (Tillie's Punctured Romance)
- 1915 : Hash House Mashers
- 1915 : Love, Loot and Crash
- 1915 : Le Sous-marin pirate (A Submarine Pirate) de Charles Avery et Syd Chaplin  (non crédité)